# 莫什·穆罗
莫什·穆罗（希伯來語：‎，Moshe Moro，1888年—1957年），是以色列的一位艺术家。

## 生平
莫什·穆罗出生於1888年，曾在以色列貝扎雷設立「卡米亞」工作室，主要修復舊的象牙或石製護身符。莫什·穆罗在1957年去世。

## 艺术生涯

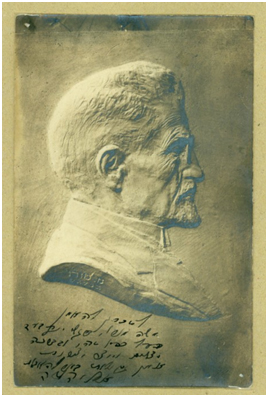
Moshe Murro, copper plate
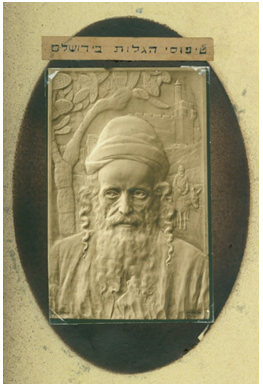
Moshe Murro, A Returning Jew in Jerusalem, ivory
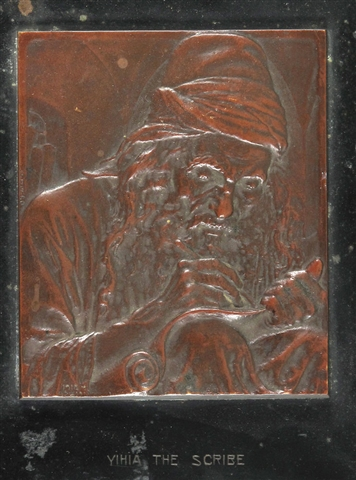
Moshe Murro, The Scribe, copper plate

## 訓練
以色列貝扎雷藝術與設計學院

## 外部連結
- 莫什·穆罗在以色列國家博物館上的相關頁面
- 莫什·穆罗在以色列博物館的資料庫上的個人信息